# Rogersonia striolata
Rogersonia striolata är en svampart som beskrevs av Samuels & Lodge 1996. Rogersonia striolata ingår i släktet Rogersonia och familjen Hypocreaceae.   Inga underarter finns listade i Catalogue of Life.